# (1562) Gondolatsch
(1562) Gondolatsch es un asteroide perteneciente al cinturón de asteroides descubierto el 9 de marzo de 1943 por Karl Wilhelm Reinmuth desde el observatorio de Heidelberg-Königstuhl, Alemania.

## Designación y nombre
Gondolatsch recibió inicialmente la designación de 1943 EE.
Más adelante se nombró en honor del astrónomo alemán Friedrich Gondolatsch (1904-2003).

## Características orbitales
Gondolatsch está situado a una distancia media de 2,226 ua del Sol, pudiendo acercarse hasta 2,052 ua y alejarse hasta 2,401 ua. Tiene una inclinación orbital de 4,884° y una excentricidad de 0,07838. Emplea en completar una órbita alrededor del Sol 1213 días.